# Миндрин, Алексей Семёнович
Алексей Семёнович Миндрин (род. 1 апреля 1947, Дубна, Тульская область) — российский экономист, специалист в области организации производства, труда и управления в сельском хозяйстве, член-корреспондент РАСХН (2005), член-корреспондент РАН (2014).

## Биография
Окончил Московский институт инженеров сельскохозяйственного производства им. В. П. Горячкина (МИИСП) (1970) и его аспирантуру (1977).
В 1970—1974 главный инженер колхоза «Ленинский путь» (Калужская область). В 1977—1979 старший экономист, заведующий сектором (1979) производственно-экономического центра НОТ МСХ РСФСР. В 1979 году защитил кандидатскую диссертацию «Экономическая эффективность механизации и организации труда в условиях специализации и концентрации овощеводства защищённого грунта».
С 1979 по 2015 год работал во ВНИИ организации производства, труда и управления в сельском хозяйстве: старший научный сотрудник (1979—1988), заведующий сектором (1988—1992), заведующий отделом (1992—1994; 1999—2002), ведущий научный сотрудник (1994—1999), заместитель директора (2003), директор (2003—2015).
Доктор экономических наук (1997, диссертация «Энергоэкономическая оценка сельскохозяйственной продукции»), профессор (2002), член-корреспондент РАСХН (2005), член-корреспондент РАН (2014).
Награждён орденом Почёта (2008), серебряной и бронзовой медалями ВДНХ.

## Основные работы
- Энергоэкономическая оценка сельскохозяйственной продукции / Всерос. НИИ экономики, труда и упр. в сел. хоз-ве. — М., 1997. — 187 с.
- Экономический риск в сельском хозяйстве / соавт. Г. Л. Юсупова; Всерос. НИИ экономики, труда и упр. в сел. хоз-ве. — М., 2001. — 191 с.
- Налогообложение и аренда сельскохозяйственных угодий / соавт.: Ю. А. Лютых и др.; Всерос. НИИ экономики, труда и упр. в сел. хоз-ве. — М., 2002. — 273 с.
- Экономический механизм залога сельскохозяйственных угодий / соавт. Е. А. Лешина. — М., 2004. — 188 с.
- Земельные отношения в сельском хозяйстве / соавт.: В. А. Грачев и др.; РАСХН, Всерос. НИИ экономики, труда и упр. в сел. хоз-ве. — М., 2005. — 301 с.
- Организационно-экономические условия охраны земель сельскохозяйственного назначения / ГНУ ВНИЭТУСХ. — М.: Восход-А, 2006. — 212 с.
- Моделирование экономических систем в сельском хозяйстве / соавт. Н. Р. Орехов. — М.: Восход-А, 2007. — 231 с.
- Повышение кредитной доступности для сельскохозяйственных организаций / соавт. В. Б. Зотов; ГНУ ВНИЭТУСХ. — М.: Восход-А, 2008. — 143 с.
- Энергоемкость сельскохозяйственного производства: теория, методология, оценка / ГНУ ВНИЭТУСХ. — М.: Восход-А, 2009. — 387 с.
- Теоретические и методические основы планирования мероприятий по организации рационального использования и охране сельскохозяйственных земель / соавт.: О. Б. Леппке и др.; ГНУ ВНИОПТУСХ. — М.: НИПКЦ Восход-А, 2011. — 223 с.
- Формирование устойчивого землепользования в условиях оборота земельных долей: моногр. / соавт.: Н. Е. Климушкина, Е. Е. Лаврова; ГНУ ВНИОПТУСХ. — М.: НИПКЦ Восход-А, 2012. −132 с.
- Совершенствование форм и методов регулирования земельных отношений в сельском хозяйстве / соавт. О. Б. Леппке; ГНУ ВНИОПТУСХ. — М.: НИПКЦ Восход-А, 2013. — 247 с.
- Совершенствование экономического механизма регулирования арендных отношений в сельскохозяйственном землепользовании / соавт.: О. Б. Леппке и др.; ГНУ ВНИОПТУСХ. — М., 2014. — 115 с.
- Научные основы трансформации и совершенствования земельных отношений в сельском хозяйстве / соавт. О. Б. Леппке; ФГБНУ ВНИОПТУСХ. — М.: НИПКЦ Восход-А, 2015. — 267 с.